# شاندلير بور
شاندلير بور (بالإنجليزية: Chandler Burr)‏ هو صحفي أمريكي، ولد في 30 ديسمبر 1963 في شيكاغو في الولايات المتحدة.

## وصلات خارجية
- الموقع الرسمي